# Squid Game
Squid Game (오징어 게임?, Ojing-eo geimLR, Ochingŏ keimMR, lett. "Gioco del calamaro") è una serie televisiva sudcoreana scritta, diretta e ideata da Hwang Dong-hyuk e distribuita in tutto il mondo sulla piattaforma di streaming Netflix dal 17 settembre 2021 al 27 giugno 2025, per un totale di tre stagioni e 22 episodi.
La serie trae il proprio titolo originale e l'ispirazione dal gioco del calamaro, un popolare gioco per bambini praticato in Corea del Sud fin dagli anni Settanta.

## Trama

### Prima stagione
Seul, 2020. Seong Gi-hun è un ludopatico sudcoreano divorziato ed enormemente indebitato, costretto a vivere nel quartiere povero di Seongdong a spese della madre. Un giorno mentre viaggia in metropolitana viene avvicinato da uno sconosciuto, che dopo averlo sfidato a ddakji, gli consegna un invito a partecipare a una misteriosa gara con in palio una grossa somma di denaro. Accetta l'offerta sperando di risanare così la propria situazione familiare nei confronti sia della madre sia di sua figlia Ga-yeong, di cui cerca di ottenere l'affidamento. Si ritrova così in un luogo sconosciuto insieme ad altre 455 persone con debiti simili ai suoi. I giocatori sono numerati, costretti a indossare la stessa tuta verde e sono tenuti costantemente sotto controllo da guardie mascherate, sotto la sovrintendenza del Front Man, il coordinatore che gestisce il gioco per volere dei suoi superiori.
I giocatori scoprono ben presto che chi perde viene ucciso brutalmente. Ogni morte aggiunge 100000000 ₩ al montepremi finale di 45600000000 ₩ (circa 30000000 €). Gi-hun fa squadra con altri giocatori, incluso il suo amico d'infanzia Cho Sang-woo e la giovane donna fuggita dalla Corea del Nord Kang Sae-byeok, per sopravvivere alle sfide brutali sottoposte dai giochi. Alla fine, Gi-hun vince il gioco, ma scopre che dietro l'organizzazione dei giochi c'è un sistema ben strutturato, alimentato dalla ricchezza e dalla crudeltà di persone privilegiate. Ciononostante, Gi-hun è segnato dalla sua esperienza e decide di non godersi il denaro, ma piuttosto di cercare di fermare il sistema, motivo per cui all'ultimo minuto desiste dal proposito di raggiungere la figlia nel frattempo trasferitasi con la madre negli Stati Uniti. Nel frattempo, Hwang Jun-ho, un detective in cerca del fratello scomparso, si infiltra nel complesso del gioco sotto copertura. Durante le sue indagini, scopre che il fratello, Hwang In-ho, è il misterioso Front Man che coordina l'intero gioco. Nell'incontro ravvicinato tra i due il Front Man spara a Jun-ho nel momento in cui quest'ultimo si rifiuta di unirsi a lui.

### Seconda stagione
Nel 2024, dopo aver ricercato a lungo il reclutatore del gioco, Gi-hun si rimette in contatto con il Front Man e gli viene concesso di rientrare nel gioco, sebbene il suo scopo dichiarato sia quello di smascherare il sistema che vi sta dietro. Prima di rientrare, Gi-hun viene avvicinato dal detective Jun-ho, sopravvissuto allo scontro con il fratello, che come Gi-hun vuole porre fine al gioco, senza tuttavia rivelare la natura del suo rapporto con il Front Man. Il Front Man, facendo leva sul suo anonimato nei confronti di Gi-hun, entra a far parte del gioco insieme a Gi-hun e lega con quest'ultimo facendo squadra insieme a lui e ad altri giocatori. Dall'esterno, il detective Jun-ho e la squadra di alleati di Gi-hun guidati dal criminale Cho Woo-seok cercano di localizzare l'isola in cui si sta svolgendo il gioco, ignari che il capitano della loro barca sia una talpa al soldo del Front Man.
Dopo aver fallito nel proposito di far terminare il gioco attraverso un voto di maggioranza per tre volte, al termine del terzo gioco Gi-hun organizza una ribellione tra i sopravvissuti per porre fine ai giochi, ma i suoi piani vengono ostacolati dal Front Man, che sabota la rivolta all'ultimo e, una volta liberatosi della sua copertura di giocatore 001, cattura Gi-hun dopo aver ucciso l'amico di vecchia data Jung-bae.

### Terza stagione
Durante la repressione della rivolta, il giocatore 246 viene gravemente ferito ma riesce a sopravvivere grazie a Kang No-eul, una guardia che diserta e lo nasconde dagli organizzatori. Intanto, Seong Gi-hun, anch'egli ferito dalle guardie, rinsavisce e viene fatto rientrare nel gioco, sebbene spinto dal senso di colpa per i compagni uccisi. Il quarto gioco costringe i partecipanti a stringere alleanze e tradirsi reciprocamente. Durante il gioco, Jun-hee dà alla luce una bambina grazie all'aiuto di altre due giocatrici. Nel frattempo, i VIP giungono sull'isola per assistere alle battute finali del gioco. Durante il quinto gioco, Gi-hun supera la sfida portando con sé la bambina, mentre la madre gravemente ferita e impossibilitata a giocare si suicida. Si decide che la bambina entra a far parte del gioco al posto della madre e, grazie alla protezione di Gi-hun, raggiunge il round finale dell'ultimo gioco, dove Gi-hun e Myung-gi, rivelatosi il padre biologico della piccola, si scontrano. Una volta eliminato Myung-gi, Gi-hun si sacrifica per salvare la neonata e il Front Man, turbato dall'imminente arrivo della guardia costiera e del fratello Jun-ho, ordina l'evacuazione dell'isola e la distruzione di quest'ultima con tutte le tracce del gioco.
Sei mesi dopo, la bambina e il denaro a lei destinato in quanto vincitrice vengono affidati dal Front Man al fratello minore. Lo stesso Front Man si reca successivamente a Los Angeles per consegnare alla figlia di Gi-hun gli effetti personali e il denaro del padre. Poco distante dalla casa della ragazzina, si vede una reclutatrice giocare a ddakji con un uomo: ciò suggerisce che l'organizzazione non è stata fermata e che i giochi continueranno all'estero, rivelando la loro radicata e inquietante presenza nella società.

## Episodi
| Stagione         | Episodi | Pubblicazione |      |
| ---------------- | ------- | ------------- | ---- |
| Prima stagione   | 9       | 2021          | 2021 |
| Seconda stagione | 7       | 2024          | 2024 |
| Terza stagione   | 6       | 2025          | 2025 |

## Universo diSquid Game
Il gioco si tiene con cadenza ricorrente, probabilmente una volta all'anno, e si compone di sei sfide complessive, al termine delle quali viene eletto un unico vincitore.

### Origine del gioco
Squid Game affonda le sue radici nel 1988. L'origine dello Squid Game è strettamente legata alla figura di Oh Il-nam, presentato nella prima stagione come l'ideatore del gioco. Nel 1988, Il-nam, un facoltoso magnate coreano, cominciò a percepire un vuoto nella sua vita, nonostante il suo successo finanziario. Frustrato dalla monotonia della propria esistenza, decise di unire le forze con altri milionari per creare una competizione che desse loro uno scopo e un’emozione diversa.
L'idea nacque dalla volontà di replicare i semplici giochi dell’infanzia coreana, ma con una posta in gioco letale. La competizione era strutturata in modo tale che i partecipanti, per lo più persone disperate e indebitate, potessero competere in condizioni di relativa equità. Nella prima edizione dello Squid Game, Oh Il-nam rivestiva il ruolo di organizzatore, mentre i suoi colleghi milionari, i futuri VIP, assistevano come spettatori privilegiati, nascosti dietro maschere dorate raffiguranti animali.
Secondo le parole dello stesso Il-nam, rivelate durante la prima stagione, il gioco serviva non solo a intrattenere i ricchi, ma anche a fornire un "senso" alle vite monotone dei poveri. Egli sosteneva che sia i ricchi che i poveri soffrono di una mancanza di scopo: i primi a causa della saturazione delle loro vite di privilegi, i secondi a causa della loro lotta continua per la sopravvivenza. Lo Squid Game, per quanto macabro, si poneva come una soluzione radicale per entrambe le condizioni.
Dopo la morte di Oh Il-nam alla fine della prima stagione, il ruolo di leader fu assunto da Hwang In-Ho, conosciuto come il Front Man. In-Ho, vincitore dell’edizione 2015 dello Squid Game, divenne una figura centrale nella gestione del gioco e nel mantenimento della sua tradizione, introducendo nuovi aspetti ma rispettando l’essenza originale voluta da Il-nam.

### Ambientazione
L'isola di Squid Game è una località non identificata utilizzata come ambientazione principale nella serie. L'isola rappresenta il luogo segreto in cui i partecipanti del gioco vengono confinati per prendere parte a sfide mortali, organizzate in un complesso nascosto che ricorda le tane dei cattivi dei film di James Bond. Nella serie, l'isola appare come un luogo remoto e isolato, con un paesaggio aspro e inaccessibile. È mostrata come la sede di un elaborato complesso costruito appositamente per ospitare i giochi, dotato di un'infrastruttura moderna e sorvegliato da un sistema di sicurezza rigoroso. La sua posizione remota contribuisce a creare un'atmosfera di mistero e disperazione, riflettendo l'isolamento psicologico dei partecipanti.

### VIP
I VIP sono invitati alle battute finali della competizione incarnano il tema della disumanizzazione del potere e della ricchezza, rappresentando figure misteriose e spietate che assistono ai giochi mortali come intrattenimento esclusivo. Mascherati per nascondere la loro identità, simboleggiano il degrado morale dell’élite globale e la distanza emotiva tra il loro mondo privilegiato e la sofferenza umana. Il loro ruolo nella serie sottolinea l’aspetto voyeuristico e crudele dello sfruttamento, fungendo da spettatori onnipotenti e disinteressati che trasformano il dolore in spettacolo, amplificando il messaggio di critica sociale centrale della serie.

### Giocatori
Il ruolo dei giocatori nella serie Squid Game è centrale per lo sviluppo narrativo e per l'esplorazione delle tematiche morali che attraversano le stagioni. In Squid Game i partecipanti rappresentano l'umanità in tutte le sue sfumature, con le loro scelte, azioni e interazioni che creano un intricato mosaico di dilemmi etici e lotte per la sopravvivenza.
Nella prima stagione, quasi tutti i giocatori trovano la morte durante i giochi mortali organizzati, eccetto il protagonista Seong Gi-hun. I partecipanti sono persone disperate, costrette a prendere parte ai giochi per uscire da situazioni economiche insostenibili. Qui si delineano due archetipi principali tra i giocatori:
- Giocatori "positivi": Coloro che, pur sotto pressione, riescono a mantenere tratti di umanità, altruismo e compassione. Questi personaggi, sebbene costretti a compiere azioni difficili per sopravvivere, rappresentano la resilienza dello spirito umano.
- Giocatori "antagonistici": Coloro che approfittano della brutalità del contesto per esprimere il lato più oscuro della loro personalità. Spinti dalla sete di potere e ricchezza, agiscono senza scrupoli e spesso a discapito degli altri.

Questo dualismo tra i giocatori riflette un'ampia gamma di risposte umane di fronte a situazioni estreme, mettendo in evidenza le tensioni tra morale, sopravvivenza e opportunismo.
Con la seconda stagione, viene introdotto un cast completamente nuovo di partecipanti, portando avanti il tema della moralità umana e della sopravvivenza. I giocatori continuano a essere suddivisi in due gruppi distinti:
- Coloro per cui tifare: Individui che, nonostante le circostanze disperate, si aggrappano alla loro etica e alla loro umanità, dimostrando momenti di compassione anche nei contesti più crudeli.
- Coloro da temere: Giocatori mossi dalla brama di potere e denaro, che scelgono di perpetuare il ciclo di violenza e sfruttamento per vantaggio personale.

La tensione tra questi due gruppi genera gran parte del conflitto narrativo, mentre le loro interazioni rivelano sfaccettature profonde della natura umana.
Pur essendo i VIP e gli organizzatori dei giochi i veri antagonisti della serie, sono i giocatori a incarnare il cuore del dramma morale di Squid Game. Le loro scelte, spesso prese in situazioni di vita o di morte, mettono in discussione i confini tra giusto e sbagliato, tra sopravvivenza e tradimento, costringendo lo spettatore a riflettere su cosa significhi essere umani in condizioni di estrema disperazione.
La serie utilizza i giocatori come specchio delle complessità etiche della società moderna, esplorando come le persone possano rispondere in modi diametralmente opposti a sfide esistenziali.

### I giochi
Di seguito, l'elenco dei giochi presentati nella serie, in ordine cronologico:
- Ddakji: i giocatori vengono reclutati attraverso un gioco di strada chiamato ddakji, simile al gioco occidentale dei pog. L'obiettivo è capovolgere una tessera colpendola con un'altra tessera piegata. Questo gioco rappresenta il primo contatto con l'organizzazione misteriosa.
- Un, due, tre, stella!: Conosciuto in coreano come il fiore di ibisco è sbocciato, questo gioco coinvolge una bambola robotica che canta una canzone mentre dà le spalle ai giocatori. Durante il canto, i partecipanti corrono verso il traguardo, ma devono immobilizzarsi non appena il tagger smette di cantare e si gira. Chiunque venga sorpreso in movimento viene eliminato.
- Caramello: I giocatori ricevono una caramella piatta chiamata ppopgi o dalgona, su cui è stampata una forma (cerchio, triangolo, stella o ombrello). L'obiettivo è ritagliare la forma senza rompere il dolce. Questo gioco trae ispirazione dai venditori di strada coreani, che offrivano premi ai bambini se riuscivano a completare la sfida.
- Tiro alla fune: Questo gioco, noto come juldarigi in coreano, è una tradizione antica associata ai festival del raccolto. Due squadre tirano una corda per far cadere gli avversari. La versione della serie aggiunge una posta letale: i perdenti vengono trascinati nel vuoto.
- Biglie: I partecipanti formano coppie e ricevono 20 biglie, 10 ciascuno. L'obiettivo è ottenere tutte le biglie dell'avversario senza ricorrere alla violenza. La libertà di scegliere il modo in cui giocare aumenta il dramma psicologico, portando spesso a tradimenti inaspettati.
- Ponte di vetro: I giocatori devono attraversare un ponte sospeso costituito da pannelli di vetro, ma con un'insidia: alcuni pannelli sono in vetro temperato (resistente), mentre altri si rompono al minimo peso. I partecipanti devono scegliere il percorso giusto, affrontando la paura del vuoto e il rischio di cadere.
- Gioco del calamaro: Il gioco che dà il titolo alla serie, è una versione di un gioco tradizionale coreano degli anni '70 e '80. Si gioca su un campo disegnato con la forma di un calamaro (un quadrato con un triangolo e un cerchio). Due squadre, attaccanti e difensori, si sfidano: l'obiettivo degli attaccanti è raggiungere la "testa del calamaro" e toccarla con il piede, mentre i difensori cercano di impedirlo con ogni mezzo.
- Pentathlon a sei gambe: I giocatori sono divisi in squadre da 5 membri. Ciascuna squadra dovrà completare un tragitto circolare entro 5 minuti di tempo muovendosi con le gambe legate insieme. Ogni 10 metri, per proseguire, un membro della squadra farà un minigioco, e se vince, la squadra può passare al minigioco successivo. Per vincere, ogni squadra deve completare tutti e 5 i minigiochi e tagliare il traguardo entro 5 minuti. In caso contrario, tutta la squadra viene eliminata. I minigiochi sono:
  - Ddakji
  - Pietra volante - Bisogna colpire un bersaglio lanciando una pietra rispettando una determinata distanza. Se si manca il bersaglio la squadra dovrà andare a riprenderla, perdendo tempo prezioso.
  - Gioco delle cinque pietre - In coreano Gonggi, lo scopo del gioco è raccogliere 5 pietre mentre una è a mezz'aria e afferrarle tutte alla fine.
  - Trottola - Bisogna lanciare a terra una trottola legata a un filo. Per superare la prova, la trottola deve girare dopo aver toccato il suolo.
  - Jegi - Per superare la prova, bisogna palleggiare con lo jegi, calciandolo 5 volte senza farlo toccare terra.
- Il Raduno: i giocatori sono in piedi su una giostra che gira mentre suona della musica. Quando la giostra si ferma, viene chiamato un numero. I giocatori devono formare un gruppo con un numero di componenti pari a quel numero, e chiudersi in una stanza entro 30 secondi. Chi resta fuori o non ha radunato il numero esatto di persone nella sua stanza viene eliminato.
- Nascondino: i giocatori vengono divisi in due squadre, una blu e una rossa. I membri della squadra blu hanno a disposizione una chiave per aprire le porte di diverse stanze, mentre i membri della squadra rossa hanno a disposizione un coltello con cui eliminare i membri della squadra avversaria. Se ogni membro della squadra rossa non riesce ad eliminare almeno un giocatore della squadra avversaria prima che il tempo scada viene eliminato.
- Salto alla corda: i giocatori devono superare un ponte simile a delle rotaie mentre saltano la fune che viene girata da due bambole che hanno lo stesso stile di quella di un, due, tre stella poste ai due estremi del ponte. Per aumentare la difficoltà, a metà del ponte vi è una parte crollata e i giocatori devono fare un ulteriore salto. I giocatori hanno 20 minuti di tempo per passare il ponte e non essere eliminati.
- Gioco del calamaro in aria: i giocatori salgono su una piattaforma sospesa. In totale vi sono tre piattaforme, una per round, ognuna con i simboli quadrato, triangolo, cerchio. I giocatori per passare alla piattaforma e quindi al round successivo devono spingere almeno un giocatore nel vuoto. Ogni round dura 15 minuti. Tutti quelli che restano vivi sulla piattaforma allo scadere del tempo passano al turno successivo.

## Personaggi e interpreti

### Personaggi principali
- Seong Gi-hun / nº 456 (stagioni 1-3), interpretato da Lee Jung-jae[2] e doppiato da Gianfranco Miranda.
Un uomo di mezza età sommerso dai debiti e perseguitato da strozzini, sceglie di partecipare allo Squid Game per rilanciare la propria esistenza.
- Hwang Jun-ho (stagioni 1-3), interpretato da Wi Ha-joon[2] e doppiato da Marco Briglione.
Un poliziotto sotto copertura, che ruba l'identità di una guardia del gioco con il proposito di ritrovare il fratellastro scomparso e arrestare i capi dietro l'organizzazione criminale.
- Hwang In-ho / Front Man / nº 001 (stagioni 1-3), interpretato da Lee Byung-hun[11] e doppiato da Francesco De Francesco.
Il leader dello Squid Game e fratello maggiore scomparso del detective Hwang Jun-ho nonché uno dei vincitori di una precedente edizione dello Squid Game.
- Cho Sang-woo / nº 218 (stagione 1, special guest stagione 2), interpretato da Park Hae-soo[2] e doppiato da Andrea Moretti.
Capo di una società di investimenti e vecchio amico d'infanzia di Gi-hun, col progredire della spietatezza dei giochi diventa sempre più determinato e privo di scrupoli di fronte alla vittoria, ma si sacrifica in seguito per la vittoria di Gi-hun, pregandolo di aiutare sua madre con parte del premio.
- Kang Sae-byeok / nº 067 (stagione 1, special guest stagioni 2-3), interpretata da Jung Ho-yeon[2] e doppiata da Sara Vitagliano.
Una profuga nordcoreana che vuole vincere il premio in denaro per far emigrare sua madre in Corea del Sud e ricongiungersi con suo fratello, che vive attualmente in un orfanotrofio.
- Oh Il-nam / nº 001 (stagione 1, guest 3), interpretato da Oh Yeong-su[2] e doppiato da Gianni Giuliano.
Un uomo anziano, affetto da un tumore cerebrale, che ha accettato di partecipare al gioco piuttosto che aspettare di morire a causa del tumore. Si scopre che è sopravvissuto ai giochi e rivela a Gi-hun di essere il creatore del gioco, poco prima di morire.
- Jang Deok-su / nº 101 (stagione 1), interpretato da Heo Sung-tae[2] e doppiato da Stefano Alessandroni.
Un gangster che partecipa al gioco per ottenere i soldi che deve a dei croupier filippini.
- Ali Abdul / nº 199 (stagione 1), interpretato da Anupam Tripathi[2] e doppiato da Matteo Costantini.
Un gentile immigrato pakistano che, per provvedere alla sua famiglia, sceglie di partecipare al gioco poiché il proprietario della fabbrica in cui lavorava non lo pagava da mesi.
- Han Mi-nyeo / nº 212 (stagione 1), interpretata da Kim Joo-ryoung[2] e doppiata da Vanina Marini.
Una misteriosa donna che afferma di essere una povera madre nubile. Partecipa al gioco poiché lo vede come un'alternativa migliore alla vita che condurrebbe nel mondo esterno.
- Park Jung-bae / nº 390 (stagione 2, guest stagioni 1-3) interpretato da Lee Seo-hwan e doppiato da Stefano Annunziato (s.1) e da Gianluca Crisafi (s.2).[12]
Un amico di vecchia data ed ex collega di lavoro di Gi-hun, nonché ex marine, il quale è alle prese con il divorzio dalla moglie e il fallimento del negozio di famiglia.
- Lee Myung-gi / nº 333 (stagioni 2-3), interpretato da Im Si-wan e doppiato da Matteo Costantini.
 Un ex YouTuber noto come MG Coin coinvolto in una truffa criptovalutaria. È anche l'ex fidanzato della giocatrice 222 nonché padre del suo futuro figlio.
- Kang Dae-ho / nº 388 (stagioni 2-3), interpretato da Kang Ha-neul e doppiato da Marco Barbato.
Un presunto ex marine che lega con Jung-bae, fa squadra con lui e Gi-hun e si prende cura della giocatrice 222.
- Cho Hyun-ju / nº 120 (stagioni 2-3), interpretata da Park Sung-hoon e doppiata da Guendalina Ward.
Un ex forza speciale sudcoreana estraniata dalla famiglia e dagli amici in seguito alla scelta di sottoporsi alla transizione di genere. Spera di vincere il gioco così da poter pagare le operazioni restanti e trasferirsi in Thailandia per iniziare una nuova vita.
- Park Gyeong-seok / nº 246 (stagioni 2-3), interpretato da Lee Jin-wook e doppiato da Guido Di Naccio.
Un artista in declino che entra a far parte del gioco per pagare le cure mediche della figlia, gravemente malata di leucemia. Lavora nello stesso parco divertimenti in cui è impiegata part-time anche No-eul.
- Park Yong-sik / nº 007 (stagioni 2-3), interpretato da Yang Dong-geun e doppiato da Gianluca Machelli.
Un giocatore d'azzardo che si ritrova indebitato e minacciato dagli strozzini. Partecipa al gioco inconsapevole che anche la madre, la giocatrice 149, ha fatto lo stesso. Durante i giochi, tenta di fare tutto il possibile per proteggere la madre anziana.
- Kim Jun-hee / nº 222 (stagioni 2-3), interpretata da Jo Yu-ri e doppiata da Livia Amatucci.
Una giovane ragazza introversa senza famiglia rimasta incinta del suo ex fidanzato, il giocatore 333. Partecipa al gioco per garantire una vita adeguata al suo futuro nascituro.
- Jang Geum-ja / nº 149 (stagioni 2-3), interpretata da Kang Ae-shim e doppiata da Stefanella Marrama.
Madre del giocatore 007 e sopravvissuta alla guerra di Corea, entra a far parte del gioco per ripagare i debiti del figlio, inconsapevole della partecipazione di quest'ultimo al gioco.
- Kang No-eul (stagioni 2-3), interpretata da Park Gyu-young e doppiata da Irene Trotta.
Una disertrice nordcoreana che è riuscita a raggiungere la linea di demarcazione militare e che nel Sud lavora part-time in un parco di divertimenti e che viene assoldata da anni come cecchino dagli organizzatori dei giochi. Con i soldi ottenuti dai suoi impieghi, cerca di portare a Sud la figlia. Riconosce il giocatore 246 come il padre della bambina malata che l'aveva avvicinata al parco divertimenti.

### Personaggi ricorrenti
- Reclutatore (stagioni 1-2), interpretato da Gong Yoo e doppiato da Daniele Di Matteo.
Un uomo in giacca e cravatta con in mano una valigia, ha il compito di avvicinare persone in difficoltà economiche nelle stazioni della metropolitana sfidandole a ddakji, per poi convincerle a partecipare ai giochi.
- Byeong-gi / nº 111 (stagione 1), interpretato da Yoo Sung-Joo e doppiato da Antonino Saccone.
Un giocatore medico che si è alleato con alcune guardie dedite segretamente al traffico di organi, in cambio di informazioni sui giochi.
- Ji-yeong / nº 240 (stagione 1), interpretata da Lee Yoo-mi e doppiata da Lucrezia Marricchi.
Una giovane giocatrice appena uscita di prigione per aver ucciso il padre violento che aveva assassinato la moglie.
- Giocatore 244 (stagione 1), interpretato da Kim Si-hyun e doppiato da Fabrizio Russotto.
Un uomo guidato da una forte fede cattolica, che manifesta pregando spesso.
- Do Jung-soo / nº 017 (stagione 1), interpretato da Lee Sang-hee e doppiato da Daniele Valenti.
Un ex-vetraio con trent'anni di esperienza, aiuta i partecipanti arrivati al quinto gioco.
- Giocatore 069 (stagione 1), interpretato da Kim Yun-tae e doppiato da Roberto Certomà.
Un giocatore che partecipa insieme alla moglie, il nº 070, che però si suicida impiccandosi nella camerata ancor prima che inizi il quinto gioco poiché in quello precedente ha dovuto sacrificare la moglie.
- Giocatore 278 (stagione 1), interpretato da Kwak Ja-hyoung e doppiato da Stefano Starna.
Un giocatore che diventa uno scagnozzo di Deok-su, tuttavia, nel gioco delle biglie, rivela di essere diventato suo lacchè solo per protezione, mostrandosi piuttosto arrogante e volgare nei suoi confronti.
- Oh Mal-soon (stagione 1), interpretata da Kim Young-ok e doppiata da Graziella Polesinanti.
La madre di Gi-hun, mantiene economicamente suo figlio lavorando molto duramente e una sera avverte il protagonista della decisione del nuovo compagno della sua ex moglie di partire per New York. Affetta da diabete avanzato, viene ritrovata morta in casa da Gi-hun al termine del gioco.
- Seong Ga-yeong (stagioni 1-3), interpretata da Cho Ah-in e doppiata da Sofia Fronzi.
La figlia di Gi-hun, si trasferisce con la madre e la famiglia del suo patrigno negli Stati Uniti.
- Madre di Sang-woo (stagioni 1-3), interpretata da Park Hye-jin e doppiata da Cristina Aubry.
Gestisce una pescheria nel quartiere in cui vive Gi-hun ed è convinta che suo figlio stia in America e che guadagni un enorme stipendio. Gi-hun non le rivela della morte del figlio.
- Kang Cheol (stagioni 1-3), interpretato da Park Si-wan e doppiato da Arturo Sorino.
Il fratello di Sae-byeok, dopo aver vissuto in un orfanotrofio viene affidato alla madre di Sang-woo da Gi-hun in seguito ad una promessa di sua sorella.
- Seon-nyeo / nº 044 (stagioni 2-3), interpretata da Chae Cook-hee e doppiata da Beatrice Margiotti. Una sciamana auto-proclamata, crede molto nelle divinità e crede che il destino sia già scritto.
- Park Min-su / nº 125 (stagioni 2-3), interpretato da Lee David.
Un ragazzo di 27 anni che si ritrova ad unirsi al gruppo di Thanos, essendo quello più forte, per sopravvivere durante i giochi. Vittima di una truffa sugli affitti, è timido, insicuro e tende a fare ciò che gli viene detto.
- Choi Su-bong / Thanos / nº 230 (stagioni 2-3), interpretato da T.O.P e doppiato da Alessandro Rigotti.
 Un ex-rapper coreano famoso che ha sperperato i propri guadagni nell'acquisto della criptovaluta promossa da MG Coin, il giocatore 333.
- Nam-gyu / nº 124 (stagioni 2-3), interpretato da Roh Jae-won e doppiato da Omar Vitelli.
Un giocatore che diventa il tirapiedi di Thanos.
- Se-mi / nº 380 (stagioni 2-3), interpretata da Won Ji-an e doppiata da Maria Giulia Ciucci.
È una ragazza molto furba. Diventa subito amica di Min-su e quando Thanos riesce a convincerla a entrare in squadra lui la segue.
- Im Jeong-dae / nº 100 (stagioni 2-3), interpretato da Song Young-chang e doppiato da Dario Oppido.
Un giocatore che ha contratto un debito di 10 miliardi di won, cerca continuamente di convincere gli altri a continuare a giocare per guadagnare sempre di più.
- Kim Young-mi / nº 095 (stagione 2), interpretata da Kim Si-eun e doppiata da Giorgia Martinelli.
Una giovane giocatrice timida e con continua paura di morire, che si unisce a Hyun-ju stringendoci un profondo legame.
- Gyeong-su / nº 256 (stagione 2), interpretato da Kang Sung-wook e doppiato da Alessio Cigliano.
 Un fan di Thanos, che ha assistito a tutti i suoi concerti, e sin dalla prima partita si unisce a lui.
- Choi Woo-seok (stagioni 2-3), interpretato da Jeon Seok-ho e doppiato da Diego Gallo.
Un sicario assoldato da Gi-hun con lo scopo di rintracciare il reclutatore del gioco.
- Capitano Park (stagioni 2-3), interpretato da Oh Dal-su e doppiato da Francesco Meoni.
Un esperto capitano ingaggiato da Jun-ho, guida la barca usata dalla squadra di ricerca dell'isola, ma successivamente si rivela un impostore.
- Supervisore (stagioni 2-3), interpretato da Park Hee-Soon e doppiato da Alessandro Budroni.
Sostituisce il Front Man che partecipa ai giochi. Intima No-eul di ignorare la vendita degli organi nel mercato nero e di non interferire.

## Produzione

Schema del campo del tradizionale "gioco del calamaro" che viene mostrato all'inizio della serie, nonché sesta sfida del gioco.

### Sviluppo
Il soggetto della serie venne concepito da Hwang Dong-hyuk sulla base delle sue personali difficoltà giovanili, oltre che delle disparità socio-economiche vigenti in Corea del Sud, e la sceneggiatura fu scritta per la prima volta nel 2008. Tuttavia, il regista fece fatica a trovare produttori disposti a finanziare l'opera finché Netflix si mostrò interessata acquisendone i diritti in modo da espandere offerte di intrattenimento provenienti da Paesi esteri.
Il 2 settembre 2019 Netflix ha formalmente annunciato in una conferenza stampa che avrebbe realizzato un nuovo prodotto televisivo coreano (inizialmente intitolato Round Six) e che esso sarebbe stato prodotto e diretto dal sopracitato Hwang. La produzione e le riprese della prima stagione sono iniziate a giugno 2020 e si sono concluse a ottobre dello stesso anno, con una pausa obbligata di un mese a causa della pandemia di COVID-19.
Il 12 giugno 2022 Netflix ha confermato il rinnovo della serie per una seconda stagione, attraverso una lettera co-firmata dal regista Hwang Dong-hyuk e diffusa sulla rete sociale. Dopo esserne stata confermata l'uscita nel 2024, la distribuzione della seconda stagione è stata fissata al mese di dicembre ed è stato contestualmente annunciato che sarebbe stata seguita da una terza ed ultima stagione in arrivo a fine giugno 2025.
Le due stagioni sono state filmate consecutivamente e le riprese si sono svolte dal luglio 2023 al giugno 2024. Il 10 luglio 2023, a pochi giorni dall'inizio delle riprese, il personale della produzione è stato coinvolto in una controversia riguardante accuse di maltrattamenti nei confronti dei cittadini durante le riprese del primo episodio presso l'Aeroporto Internazionale di Seoul-Incheon. La società di produzione ha rilasciato una dichiarazione ufficiale di scuse rispetto all'accaduto. 
Hwang aveva originariamente concepito la seconda e terza stagione come un unico volume, scelta che lo ha portato poi a dividerlo in due a causa della quantità di materiale per gli episodi. Mentre dal termine della seconda stagione Gi-hun è diventato un uomo cambiato «giunto ad un bivio», la successiva mostra come Hwang In-ho sia diventato il Front Man.

### Cast
Hwang ha affermato di aver scelto Lee Jung-jae per il ruolo di Gi-hun, un personaggio ispirato agli organizzatori dello sciopero sindacale SsangYong Motor del 2009 contro i licenziamenti di massa, per «distruggere la sua immagine carismatica ritratta nel suo precedente ruolo». A Jung Ho-yeon è stato richiesto di inviare un video all'audizione per la serie mentre stava finendo le riprese di un altro progetto in Messico e si stava preparando per la Settimana della moda di New York. Sia Gong Yoo che Lee Byung-hun avevano lavorato con Hwang durante i suoi film precedenti, rispettivamente Silenced e The Fortress, e Hwang aveva chiesto a entrambi di apparire in piccoli ruoli all'interno della serie. Hwang ha scelto Anupam Tripathi per le sue capacità di recitazione emotiva e la sua fluidità in coreano. Il cast completo della prima stagione della serie è stato confermato il 17 giugno 2020.
Per la seconda stagione vengono riconfermati nei loro ruoli Lee Jung-jae, Lee Byung-hun e Gong Yoo così come il poliziotto sotto copertura interpretato da Wi Ha-joon. Questi vengono affiancati dagli interpreti dei nuovi giocatori, ovvero Im Si-wan, Kang Ha-neul, Park Gyu-young, Park Sung-hoon, Jo Yu-ri, Yang Dong-geun, Kang Ae-shim, Lee David, Lee Jin-wook, Choi Seung-hyun, Roh Jae-won e Won Ji-an. L'attrice statunitense Cate Blanchett compare in un cameo negli ultimi minuti dell'episodio finale, in veste di reclutatrice del gioco per il pubblic statunitense.

### Costumi e scenografia

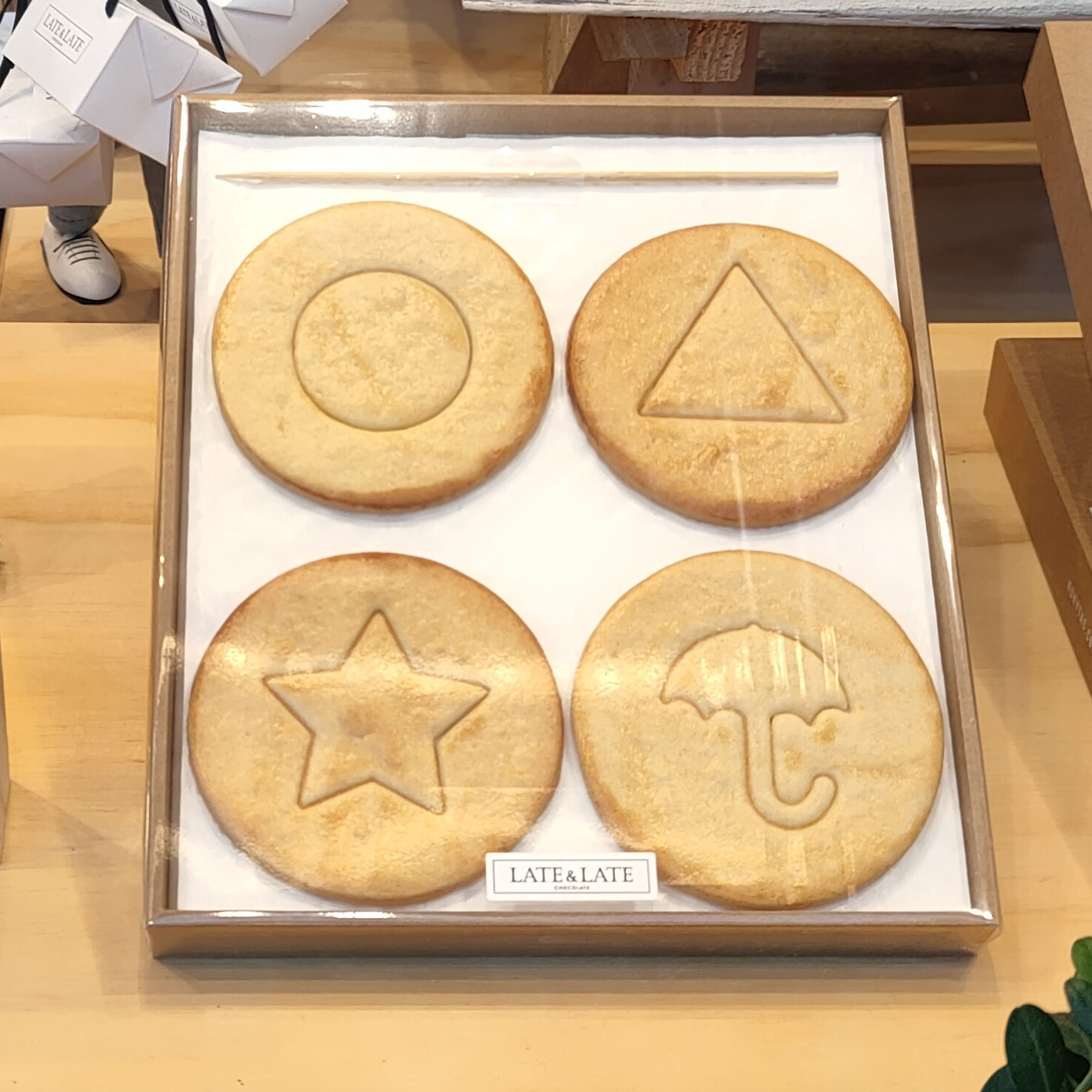
Dei dalgona, dolcetti coreani di zucchero candito

Poiché Netflix si rivolge ad un pubblico globale, le immagini sono state enfatizzate e alcune regole dei giochi per bambini sono state semplificate per evitare potenziali problemi con la barriera linguistica. I set e i costumi colorati sono stati progettati per sembrare un mondo fantastico. I giocatori e i soldati indossano ciascuno un colore distintivo, per ridurre il senso di individualità ed enfatizzare la differenza tra i due gruppi. La simbologia dei cerchi, triangoli e quadrati che identificano le tute dei soldati indicano una gerarchia: il quadrato è a capo dei triangoli che a loro volta sono a capo dei cerchi. Le tute verdi indossate dai giocatori si rifanno all'abbigliamento sportivo degli anni Settanta, noto come trainingbok. I corridoi e le scale labirintici traggono ispirazione dai disegni delle scale quadridimensionali di Escher, mentre la complessa rete di tunnel tra l'arena, il dormitorio e l'ufficio amministrativo richiama le colonie di formiche.
La bambola robot nell'episodio pilota, Un, due, tre, stella, è ispirata a Younghee, un personaggio apparso sulle copertine dei libri di testo coreani negli anni Settanta e Ottanta, e la sua pettinatura è ispirata alla figlia di Hwang. La bambola canta in coreano: «l'ibisco è sbocciato», in riferimento all'hibiscus syriacus, il fiore nazionale della Corea del Sud. Nei crediti finali della seconda stagione viene introdotto Cheol-su, fidanzato della bambola robot Young-hee; la coppia sarà protagonista di un nuovo gioco. I dalgona usati nel terzo episodio della prima stagione L'uomo con l'ombrello sono stati realizzati da un venditore ambulante della città di Daehangno.

## Colonna sonora
La colonna sonora, distribuita il 17 settembre 2021, è stata prodotta e diretta da Jung Jae-il, che aveva precedentemente lavorato alle musiche del film Parasite. Oltre ai pezzi scritti da Jae-il, sono presenti composizioni di Park Min-ju e di un artista accreditato come 23. Sono stati utilizzati brani di musica classica durante gli episodi che sono caratterizzanti per quanto riguarda la vita dei giocatori all'interno della competizione: il terzo movimento del concerto per tromba di Joseph Haydn viene usato per svegliare i concorrenti, mentre Sul bel Danubio blu di Johann Strauss è utilizzato per indicare ai concorrenti l'inizio di un nuovo gioco. I momenti di transizione sono accompagnati dal Valzer dalla serenata per archi di Pëtr Il'ič Čajkovskij. Una cover di Fly Me to the Moon, arrangiata da Jung Jae-il e cantata da Joo Won Shin, è stata utilizzata durante il primo gioco (Un, due, tre, stella). Secondo Jung Jae-il, Hwang Dong-hyuk voleva creare un contrasto fra le brutali uccisioni dei concorrenti e la bellezza e il romanticismo del testo e della musica della canzone, tanto che quella scena «incarna la società capitalista sempre più polarizzata in cui viviamo oggi, in un modo molto compresso e cinico».
Jung Jae-il ha curato anche la colonna sonora della seconda e terza stagione, distribuite rispettivamente il 27 dicembre 2024 e 27 giugno 2025 attraverso Netflix Music. Il suo coinvolgimento era stato rivelato nell'ottobre 2023, durante un'intervista concessa a BBC World.

## Promozione
Per la prima stagione, Netflix ha attivato una campagna promozionale su ampia scala. Una replica della bambola presente nel primo gioco è stata esposta a Ortigas Road, nella capitale Manila, come parte della campagna promozionale per la serie. Un'altra installazione della bambola del gioco è stata esposta presso il Parco olimpico di Seoul il 25 ottobre 2021, mentre una replica del set della serie è stata installata stazione metropolitana di Seoul di Itaewon il 5 settembre. Tuttavia l'esibizione è stata soppressa prematuramente a causa delle preoccupazioni legate alla pandemia di COVID-19. A Parigi è stato aperto un pop-up store a tema Squid Game il 2 e 3 ottobre 2021 per cui è stato indetto un gioco che prevedeva l'intaglio di dalgona in un minuto e mezzo e in cui il vincitore si aggiudicava un abbonamento mensile gratuito su Netflix. Nei Paesi Bassi Netflix ha organizzato la propria versione del gioco dove le persone potevano sottoporsi al gioco Un, due, tre, stella nelle città di Maastricht e Rotterdam, attirando migliaia di interessati. Diversi simili eventi promozionali sono stati organizzati in giro per il mondo, tra cui Sydney e il Regno Unito.
Netflix ha acquisito i diritti di merchandising sui prodotti commerciali ispirati alla serie. Nel gennaio 2022 una figura in vinile realizzata da Young-hee è stata resa disponibile, seguita da un set di action figures prodotto dall'azienda Funko nel maggio 2022.
Le strategie di marketing per le successive due stagioni si sono intensificate. Le installazioni rievocanti la serie sono state affissate in diverse città del mondo. Per la seconda stagione, sono state tenute due première, entrambe in presenza del regista e di numerosi membri del cast: una a Seoul e l'altra a Los Angeles, quest'ultima preceduta da un evento promozionale organizzato per i fan con la possibilità di vincere i biglietti per l'evento anteprima. Il 19 è stato organizzato un rave party presso la discoteca di Londra Drumsheds con un DJ set da parte di Peggy Gou. Il Manhattan Mall di New York ha ospitato una mostra temporanea a tema, Squid Game: The Experience, collaborando con Domino's Pizza, mentre il segmento australiano della catena di fast food McDonald's ha lanciato un menù in edizione limitata. Presso il noto viale parigino Avenue des Champs-Élysées il 1º dicembre si è tenuta una rappresentazione di Un, due, tre, stella disputata da 456 partecipanti, esattamente come nel gioco originale; l'evento è stato trasmesso in diretta su YouTube e seguito da oltre 200 mila persone. Per quanto riguarda l'Italia, l'azienda produttrice di caffetterie Bialetti ha realizzato una linea di prodotti dedicata alla serie e i giocatori della società calcistica Genoa FC hanno indossato una maglia riportante il logo di Squid Game durante la partita di Serie A disputata in casa contro il Napoli Calcio il 21 dicembre.
La terza stagione ha ricevuto la premiére presso l'Hotel Plaza di New York il 18 giugno 2025, cui ha fatto seguito nella stessa città un evento pubblico presso il Domino Park di Brooklyn due giorni più tardi, dove è stata esposta un'installazione della bambola Chul-su realizzata dallo scultore Kaws. Così come successo in Spagna durante la distribuzione della seconda stagione, la catena statunitense Kentucky Fried Chicken ha reso disponibile un menù in edizione limitata ispirato alla serie in Italia. Il 28 giugno si è tenuta infine una parata celebrativa lungo la città di Seoul, cui hanno preso parte anche i membri del cast di tutte e tre le stagioni e l'ideatore della serie.

## Distribuzione
Il 17 settembre 2021 la serie è stata distribuita sulla piattaforma Netflix, diventando la serie sudcoreana più vista di sempre negli Stati Uniti d'America. Il 22 settembre 2021 la serie è stata lanciata nelle Filippine, diventando molto popolare sui social media. Il giorno successivo, Netflix Filippine ha collaborato con It's Showtime per la realizzazione di un segmento intitolato Squid Game: Extra Life. Solo due mesi dopo la sua pubblicazione originale, il 30 novembre viene reso disponibile il doppiaggio in italiano della serie; prima di allora era possibile riprodurre la serie solo in lingua originale sottotitolata.
La seconda stagione è stata distribuita su Netflix il 26 dicembre 2024, in tutte le lingue in cui è disponibile. Appena un mese dopo la distribuzione della seconda stagione, viene confermato che la terza ed ultima sarebbe stata resa disponibile il 27 giugno 2025.

## Accoglienza

### Critica
Le prime due stagioni sono state accolte positivamente dalla critica. Sull'aggregatore di recensioni Rotten Tomatoes la prima stagione registra un indice di gradimento del 95% con una valutazione media di 8,1 su 10 basata su 76 recensioni e un giudizio riassuntivo che recita: «La brutalità implacabile di Squid Game non è adatta ai deboli di cuore, ma il pungente commento sociale e un sorprendente nucleo di tenerezza terranno gli spettatori incollati allo schermo – anche se guarderanno con le dita davanti agli occhi». Su Metacritic, la serie ha un punteggio medio ponderato di 69 su 100 basato su 13 recensioni, indicando «recensioni generalmente favorevoli».
La seconda stagione ha mantenuto un indice di gradimento superiore all'85% su Rotten Tomatoes e recensioni perlopiù favorevoli su Metacritic. Alcune testate, come il britannico The Guardian e lo statunitense USA Today, ne hanno tuttavia criticato lo sviluppo narrativo e il modo con cui si è concluso l'episodio finale.
La serie ha anche attirato critiche di diverso tipo. Per la sua somiglianza con il film giapponese As the Gods Will, distribuito nel 2014 il regista Hwang Dong-hyuk è stato accusato di plagio, rispondendo di aver iniziato a lavorare alla sceneggiatura della serie già nel 2008 e che la somiglianza della serie con il film, di cui era venuto a conoscenza solo durante le riprese, era soltanto casuale. La seconda stagione è stata apertamente boicottata in Vietnam, per un dialogo nel quinto episodio in cui si fa riferimento al coinvolgimento della Corea del Sud nella guerra in Vietnam utilizzando dei toni definiti come esaltanti nei confronti dei crimini di guerra commessi dai sudcoreani in tale circostanza, e rispetto a cui è stato richiesto che le autorità «agissero di conseguenza».
Tra tutti i membri del cast della seconda stagione, l'interpretazione di Park Sung-hoon nel ruolo dell'ex soldato transgender Hyun-ju ha ricevuto notevoli elogi da parte di molti critici. Molti spettatori hanno considerato il personaggio di Park uno dei più coinvolgenti della seconda stagione, grazie allo sviluppo e al passato di Hyun-ju, oltre alla dedizione e alla profondità mostrate da Park nel rappresentare il personaggio. Tuttavia, numerosi commenti online hanno criticato la scelta della serie di affidare a un uomo cisgender il ruolo di una donna transgender. Il regista Hwang Dong-hyuk ha motivato tale decisione dichiarando che essa sia stata dettata dalla scarsa presenza di attori apertamente transgender in Corea del Sud, sottolineando che il personaggio di Hyun-ju è stato scritto per rappresentare gruppi emarginati e sensibilizzare sulle sfide sociali affrontate dalle minoranze di genere nel Paese.

#### Tematiche trattate e analisi
Squid Game primariamente esplora il tema del capitalismo e della disparità di debito all'interno dell'economica sudcoreana. Il regista e scrittore della serie ha dichiarato che il suo copione mirava ad offrire un'interpretazione globale del capitalismo: «Volevo creare qualcosa che risuonasse non solo con il popolo coreano, ma a livello globale. Questo era il mio sogno», aggiungendo che: «Credo davvero che l'ordine economico globale sia diseguale e che circa il 90% delle persone ritenga che sia ingiusto. Durante la pandemia, i paesi più poveri non riescono a vaccinare la loro gente. Le persone si ammalano per strada e muoiono. Così ho cercato di trasmettere un messaggio sul capitalismo moderno. Come ho detto, non è una riflessione profonda». La critica ha concordato nel ritenere che questi temi possano applicarsi anche al capitalismo globale di oggi.
Nemo Kim e Justin McCurry del britannico The Guardian hanno osservato che la situazione di molti dei protagonisti di Squid Game, che li porta ad avere contratto diversi debiti, riflette la realtà della crisi del debito personale in Corea del Sud, che all'epoca in cui la prima stagione della serie è stata trasmessa aveva superato il 100% del PIL del paese. L'aumento del debito ha spinto il governo a introdurre restrizioni sulla concessione di prestiti per cercare di impedire che le persone esacerbassero ulteriormente la situazione, ma questo ha avuto l'effetto contrario, costringendo molti a contrarre prestiti ad alto interesse per estinguere quelli precedenti, creando un effetto a cascata. Molti coreani in queste situazioni, spesso chiamati "classe del cucchiaio di terra", si avventurano in operazioni rischiose come investimenti ad alto rischio, criptovalute o gioco d'azzardo, sperando di ottenere un grande guadagno, ma finendo per accumulare ancora ulteriormente debiti, come ha spiegato Kim Tong-Hyung dell'Associated Press. L'uso delle tute verdi per i giocatori è stato interpretato come un riferimento alla loro connotazione di baeksu (백수), termine che si traduce approssimativamente con "mani bianche", e che indica le persone che non hanno raggiunto l'indipendenza finanziaria e vengono perciò discriminate dalla società, trascorrendo la loro vita senza una prospettiva lavorativa, come ha spiegato Jooyoung Shin, professore dell'Università dell'Indiana.
Brian Lowry della CNN ha scritto che la prima stagione «presenta una variazione visivamente impressionante su temi già visti in passato, tra cui il divario di classe – con i ricchi che sfruttano i poveri e i diseredati – proprio in un momento in cui il pubblico potrebbe essere più ricettivo a questo messaggio». Henry Wong del Guardian ha positivamente paragonato la prima stagione al film sudcoreano del 2019 Parasite, sostenendo che la serie utilizzasse la «disuguaglianza economica attuale» in Corea del Sud come sfondo per mantenere l'interesse del pubblico verso i suoi personaggi. Caitlyn Clark della rivista socialista statunitense Jacobin, nell'esprimere uno giudizio simile, ha aggiunto che Squid Game «smantella il mito capitalistico del duro lavoro come garanzia di prosperità». Allargando la prospettiva, Morgan Ome di The Atlantic ha scritto che la stagione «si inserisce in una categoria di opere sudcoreane che affrontano ansie economiche e lotte di classe, radicate nelle preoccupazioni del paese ma che risuonano a livello globale», aggiungendo che essa «accusa i ricchi di diffondere un falso senso di mobilità verso l'alto e i poveri di caderci».
Con l'avvicinarsi delle elezioni presidenziali in Corea del Sud del 2022, alcuni candidati hanno cominciato a utilizzare l'immaginario di Squid Game nelle loro campagne elettorali, sfidando gli avversari a partecipare a giochi simili, e integrando i temi della serie legati alla disparità economica nella loro piattaforma di dibattito politico. La confederazione dei sindacati sudcoreani ha utilizzato costumi e immagini ispirati Squid Game nelle sue manifestazioni contro la disparità economica nel paese. A ridosso del voto elettorale, la campagna politica si è intensificata con insulti reciproci tra i candidati, che accusavano gli altri di finire in carcere in caso di sconfitta, tanto che il periodo cruciale di campagna elettorale è stato soprannominato «la campagna Squid Game». Un sito web statale nordcoreano, Arirang Meari, ha usato come pretesto Squid Game per muovere una critica all'economia della Corea del Sud, definendo «bestiale» la natura della «società capitalista sudcoreana, dove l'umanità viene annientata dalla competizione estrema», descrivendo il paese come una nazione dove «corruzione e squallidi senza scrupoli sono la norma». La rete diplomatica del Dipartimento di Stato degli Stati Uniti d'America ha osservato: «Al centro della trama oscura della serie c'è la frustrazione provata dal coreano medio, e in particolare dai giovani coreani, che faticano a trovare un impiego, a sposarsi o a ottenere una mobilità sociale, dimostrando che le prospettive economiche cupe sono effettivamente al centro dei mali della società coreana».
Nella prima stagione, è stato preso in considerazione anche il tema della rappresentazione delle donne. Haeil, un'organizzazione femminista operante in Corea del Sud, ha dichiarato che la stagione non era «né una rappresentazione né una critica della realtà del sentimento antifemminista in Corea» e che mostrava uno «sguardo esclusivamente da una prospettiva maschile». La stessa stagione ha inoltre evidenziato come i lavoratori migranti provenienti da altri paesi asiatici (come nel caso del personaggio di Ali, originario del Pakistan) siano trattati e talvolta sfruttati come cittadini di seconda classe all'interno della società sudcoreana. Tuttavia, alcuni hanno ritenuto che il personaggio di Ali fosse troppo ingenuo rispetto alla realtà della situazione e di conseguenza bollato come una figura caricaturale.

### Primati
La prima stagione della serie ha ottenuto un enorme successo in termini di ascolti, registrando 111 milioni di visualizzazioni dopo soli 28 giorni dal suo debutto sulla piattaforma e confermandosi come il più grande esordio tra le serie originali Netflix, battendo il record storico di 82 milioni registrato da Bridgerton. A ottobre 2021 ha occupato il primo posto in 94 Paesi nella top 10 delle serie più popolari su Netflix, rimanendo in top 10 fino a gennaio 2022. Risulta, inoltre, essere il prodotto Netflix più riprodotto di sempre, con 1 miliardo e 650 mila ore di riproduzione accumulate grazie alla prima stagione.
Anche la seconda stagione ha infranto diversi primati in termini di ascolti. Nel primo weekend di disponibilità (4 giorni), ha ottenuto 68 milioni di visualizzazioni, risultando essere il miglior debutto settimanale di sempre per una serie Netflix, record precedentemente detenuto dalla prima stagione di Mercoledì che nel 2022 aveva registrato 51 milioni nell'arco di una settimana. La terza stagione, con un giorno in meno di disponibilità rispetto alla precedente, ha concluso il suo fine settimana di debutto con 60.1 milioni di visualizzazioni ed ha raggiunto la prima posizione in tutti e 93 i Paesi che vengono monitorati nel tracciamento dei dati.

## Riconoscimenti
Golden Globe
- 2022 – Miglior attore non protagonista in una serie a Oh Yeong-su
- 2022 – Candidatura per la miglior serie drammatica
- 2022 – Candidatura per il migliore attore in una serie drammatica a Lee Jung-jae
- 2025 – Candidatura per la miglior serie drammatica

Premi Emmy
- 2022 – Miglior regia in una serie drammatica a Hwang Dong-hyuk per l'episodio Un, due, tre, stella
- 2022 – Miglior attore protagonista in una serie drammatica a Lee Jung-jae
- 2022 – Miglior attrice guest star in una serie drammatica a Lee Yoo-mi
- 2022 – Candidatura per la miglior serie drammatica
- 2022 – Candidatura per il miglior attore non protagonista in una serie drammatica a Park Hae-soo
- 2022 – Candidatura per il miglior attore non protagonista in una serie drammatica a Oh Yeong-su
- 2022 – Candidatura per la migliore attrice non protagonista in una serie drammatica a Jung Ho-yeon
- 2022 – Candidatura per la miglior sceneggiatura in una serie drammatica a Hwang Dong-hyuk per l'episodio Un giorno fortunato

Screen Actors Guild Award
- 2022 – Miglior attore in una serie drammatica a Lee Jung-jae
- 2022 – Miglior attrice in una serie drammatica a Jung Ho-yeon
- 2022 – Migliori controfigure televisive
- 2022 – Candidatura per il miglior cast in una serie drammatica

Critics' Choice Awards
- 2022 – Miglior attore protagonista in una serie drammatica a Lee Jung-jae
- 2022 – Miglior serie straniera
- 2022 – Candidatura per la miglior serie drammatica
- 2025 – Migliore serie straniera

## Influenza culturale
Squid Game è considerato uno degli esempi più recenti della cosiddetta Korean Wave, termine impiegato per indicare l'incremento della diffusione globale della cultura di massa sudcoreana, ponendosi sulla scia di altri fenomeni come il genere musicale k-pop e altre opere audivisive come il film vincitore del Premio Oscar Parasite (2019). Questi lavori hanno ottenuto maggiore visibilità grazie ai servizi di streaming come Netflix e YouTube, che hanno reso i contenuti sudcoreani, tradizionalmente controllati dalle emittenti di Stato, fruibili in tutto il mondo. Inoltre, secondo Choe Sang-Hun del New York Times, i creatori di contenuti sudcoreani hanno la capacità di trarre ispirazione da opere straniere e applicare una propria visione culturale che attira un pubblico più ampio.
In Patria, la popolarità di Squid Game ha portato a un aumento del traffico di rete, costringendo la compagnia di telecomunicazioni SK Broadband a intentare una causa contro Netflix, chiedendo un risarcimento per coprire l'aumento dell'uso della banda larga e i costi di manutenzione associati. A settembre 2023, sia SK Broadband che Netflix hanno deciso di ritirare la causa e hanno optato invece per diventare partner: infatti, SK Broadband ha incluso Netflix tra i suoi servizi. Uno dei numeri di telefono utilizzati nella prima stagione apparteneva a un residente privato che ha segnalato di ricevere fino a 4000 chiamate al giorno da utenti, molti dei quali desiderosi di giocare a una versione reale del gioco; Netflix ha dichiarato che avrebbe apportato delle modifiche per rimuovere il numero.
I venditori di dalgona, il tradizionale spuntino di strada sudcoreano che viene utilizzato per disputare uno dei giochi della prima stagione, hanno visto un aumento significativo delle vendite dopo la trasmissione della stagione, sia in Patria che a livello internazionale. I capi di abbigliamento quotidiano simili a quelli indossati nella serie hanno anche registrato un grande incremento nelle vendite nelle settimane successive alla messa in onda della prima stagione: per esempio, il modello di scarpe Vans slip-on ha visto un aumento delle vendite del 7.800%. Variety ha attribuito questo aumento delle vendite prevalentemente alla preparazione dei costumi di Halloween ispirati alla stagione, dal momento che la prima stagione è stata distribuita nel mese di settembre. I venditori di altri accessori per costumi che riproducevano quelli della serie, come le maschere delle guardie rosa, hanno visto anche loro un aumento delle vendite in vista di Halloween. L'industria dell'abbigliamento in Corea del Sud ha in generale conosciuto una breve ripresa grazie alla crescente domanda di tute da ginnastica verdi ispirate a quelle indossate dai giocatori.
Netflix ha affermato che Squid Game ha «perforato la tendenza culturale predominante dell'epoca» ed è diventato un popolare meme su Internet, con oltre 42 miliardi di visualizzazioni di video associati alla serie nel primo mese dopo la sua trasmissione originale. Il 16 ottobre 2021, durante un episodio del noto talk show statunitense Saturday Night Live, l'ospite della puntata Rami Malek e il membro del cast Pete Davidson hanno parodiato Squid Game improvvisando una canzone country ispirata alla serie. Nel novembre 2021, lo YouTuber statunitense MrBeast ha ricreato Squid Game nella vita reale, indicendo una competizione con 456 partecipanti che si sono cimentati in giochi simili alla serie ma non letali e con in palio un premio in denaro di 456 000 dollari.
Poco dopo la messa in onda della prima stagione, gli utenti dei social media hanno adattato alcuni dei giochi presentati in Squid Game come sfide su Internet, inclusi il primo gioco Un, due, tre, stella! e il secondo gioco relativo ai dalgona. Le piattaforme di videogaming che supportano contenuti creati dagli utenti, come Roblox, Fortnite Creative e Grand Theft Auto Online, hanno creato numerosi giochi basati su una o più delle sfide di Squid Game. Alcuni gruppi hanno anche cercato di organizzare simulazioni sicure di Squid Game per gli appassionati della serie. D'altra parte, sono state sollevate diverse polemiche in merito all'esposizione dei bambini a un contenuto in cui la violenza viene mostrata così vividamente, soprattutto come conseguenza della popolarità virale ottenuta online. Diverse scuole nel Regno Unito hanno osservato che, nonostante la serie fosse destinata a un pubblico maturo, i bambini piccoli hanno iniziato ad emulare alcuni dei giochi di Squid Game durante la ricreazione scolastica e di conseguenza i genitori sono stati convocati e avvertiti. I genitori e i consigli scolastici in Québec, Canada, e nel distretto scolastico newyorkese di Fayetteville-Manlius, nel riscontrare una simile tendenza presso i propri studenti, hanno avvisato i genitori e vietato tali attività all'interno dei terreni scolastici.
La piattaforma cinese di video online Youku ha annunciato a ottobre 2021 l'intenzione di lanciare la stagione Squid Victory (鱿鱼的胜利, Yóuyú de Shènglì) nel 2022. Il programma, inizialmente chiamato Victory of Squid, è stato fortemente criticato dagli utenti cinesi dopo che è stato scoperto che aveva plagiato la trama e i temi di Squid Game. In risposta alle critiche, la società ha chiesto scusa e ha ritirato dal mercato il poster e il titolo proposti per il programma. Successivamente, Youku ha condiviso un nuovo poster e ha annunciato che il nome della stagione è stato cambiato in Game's Victory.
La stagione è stata utilizzata come base per una truffa di criptovaluta non affiliata alla serie chiamata SQUID, che ha iniziato a essere scambiata alla fine di ottobre 2021. La valuta sarebbe stata utilizzata per supportare un sito di giochi online in cui i giocatori avrebbero acquistato token per giocare in giochi ispirati a Squid Game, promettendo agli investitori un aumento crescente del suo valore man mano che più giocatori usavano il sito. La valuta ha attirato abbastanza acquirenti da aumentare di valore del 2.300% nel giro dopo un giorno di presenza nei mercati, ma organi di stampa come la BBC hanno identificato l'operazione come rug pull a causa di vari segnali d'allarme nell'offerta. Entro il 1º novembre 2021, gli sviluppatori della criptovaluta hanno abbandonato il progetto e sottratto l'intero valore di mercato equivalente a 2,1 milioni di dollari.

## Spin-off
Hwang Dong-hyuk, il creatore della serie, è al lavoro su The Best Show on the Planet, un falso documentario autobiografico satirico nel quale racconta come è stato diventare una celebrità a seguito del successo della sua serie. Si sarebbe ispirato a un romanzo di Umberto Eco.
A giugno del 2022 Netflix ha annunciato l'apertura dei casting per Squid Game: La sfida, un game show britannico ispirato alla serie. Lo show è stato distribuito il 22 novembre 2023.